# 完璧ぐ〜のね
「完璧ぐ〜のね」（かんぺきぐ〜のね）は、日本の女性アイドルグループAKB48の派生ユニット・渡り廊下走り隊の楽曲。楽曲は秋元康により作詞、藤本貴則により作曲されている。2009年11月11日にユニットの3作目のシングルとしてポニーキャニオンから発売された。本項では「完璧ぐ〜のね」のミュージックビデオを収録したシングルDVDについても記述する。
楽曲のシングルCDは3種の初回盤（それぞれA、B、Cと区別されている）、通常盤の計4種類がリリースされた。初回盤Aには「渡り廊下走り隊PREMIUM」、同Bには「FAIRYTAIL PREMIUM」、同Cには「GRAND FANTASIA PREMIUM」とサブタイトルが付けられている。初回盤の3種にはそれぞれ収録内容の異なるDVDが付属している。CDの収録曲は全形態共通である。CDのジャケットは4種類すべて異なるデザインとなっている。特典として、4種すべてに「握手参加券」「プレミアムイベント応募参加券」「オリジナルトレーディングカード」が封入されている（プレミアムイベント応募参加券はA、B、C、Dの4種があり、それぞれ初回盤A、同B、同C、通常盤に封入されている。オリジナルトレーディングカードはタイプごとにそれぞれ異なる3種があり、そのうちランダムで1種が封入されている）。また、これとは別に初回盤Cにはカップリング曲「冒険エトセトラ」とのタイアップを組んでいるオンラインゲーム「Grand Fantasia」のゲーム内アイテムが入手できる「Grand Fantasia」×「渡り廊下走り隊」のプレミアムチケットが封入されている。
キャッチコピーは、「あなたの恋は、何ぐ〜のね？」。
「完璧ぐ〜のね」のコーラスには、同じ旧チームBの片山陽加、田名部生来、中塚智実、仲谷明香、米沢瑠美が参加している。トラック3のカップリング曲「風のバイオリン」は、渡辺麻友のソロ楽曲である。
2010年3月17日に菊地あやかが加入したため、4人体制としては最後のシングルとなった。振付は西田一生（西田プロジェクト）が担当。
楽曲はテレビ東京系テレビアニメ『FAIRY TAIL』エンディングテーマおよびテレビ東京『アニソンぷらす』10月度エンディングテーマに使用された。

## シングル収録トラック

### 初回盤A
| #  | タイトル                          | 作詞   | 作曲     | 編曲     |
| -- | --------------------------------- | ------ | -------- | -------- |
| 1. | 「完璧ぐ〜のね」                  | 秋元康 | 藤本貴則 | KnocKout |
| 2. | 「冒険エトセトラ」                | 秋元康 | QuinN    | 船山基紀 |
| 3. | 「風のバイオリン」(渡辺麻友)      | 秋元康 | 渡辺卓   | 安部潤   |
| 4. | 「完璧ぐ〜のね (Instrumental)」   |        |          |          |
| 5. | 「冒険エトセトラ (Instrumental)」 |        |          |          |
| 6. | 「風のバイオリン (Instrumental)」 |        |          |          |

| #  | タイトル                             | 作詞 | 作曲・編曲 |
| -- | ------------------------------------ | ---- | ---------- |
| 1. | 「シャッフルしても4人は仲良しPart1」 |      |            |

### 初回盤B
| #  | タイトル                          | 作詞   | 作曲     | 編曲     |
| -- | --------------------------------- | ------ | -------- | -------- |
| 1. | 「完璧ぐ〜のね」                  | 秋元康 | 藤本貴則 | KnocKout |
| 2. | 「冒険エトセトラ」                | 秋元康 | QuinN    | 船山基紀 |
| 3. | 「風のバイオリン」(渡辺麻友)      | 秋元康 | 渡辺卓   | 安部潤   |
| 4. | 「完璧ぐ〜のね (Instrumental)」   |        |          |          |
| 5. | 「冒険エトセトラ (Instrumental)」 |        |          |          |
| 6. | 「風のバイオリン (Instrumental)」 |        |          |          |

| #  | タイトル                             | 作詞 | 作曲・編曲 |
| -- | ------------------------------------ | ---- | ---------- |
| 1. | 「シャッフルしても4人は仲良しPart2」 |      |            |

### 初回盤C
| #  | タイトル                          | 作詞   | 作曲     | 編曲     |
| -- | --------------------------------- | ------ | -------- | -------- |
| 1. | 「完璧ぐ〜のね」                  | 秋元康 | 藤本貴則 | KnocKout |
| 2. | 「冒険エトセトラ」                | 秋元康 | QuinN    | 船山基紀 |
| 3. | 「風のバイオリン」(渡辺麻友)      | 秋元康 | 渡辺卓   | 安部潤   |
| 4. | 「完璧ぐ〜のね (Instrumental)」   |        |          |          |
| 5. | 「冒険エトセトラ (Instrumental)」 |        |          |          |
| 6. | 「風のバイオリン (Instrumental)」 |        |          |          |

| #  | タイトル                             | 作詞 | 作曲・編曲 |
| -- | ------------------------------------ | ---- | ---------- |
| 1. | 「シャッフルしても4人は仲良しPart3」 |      |            |

### 通常盤
| #  | タイトル                          | 作詞   | 作曲     | 編曲     |
| -- | --------------------------------- | ------ | -------- | -------- |
| 1. | 「完璧ぐ〜のね」                  | 秋元康 | 藤本貴則 | KnocKout |
| 2. | 「冒険エトセトラ」                | 秋元康 | QuinN    | 船山基紀 |
| 3. | 「風のバイオリン」(渡辺麻友)      | 秋元康 | 渡辺卓   | 安部潤   |
| 4. | 「完璧ぐ〜のね (Instrumental)」   |        |          |          |
| 5. | 「冒険エトセトラ (Instrumental)」 |        |          |          |
| 6. | 「風のバイオリン (Instrumental)」 |        |          |          |

## 完璧ぐ〜のね（シングルDVD）
2009年11月11日発売の渡り廊下走り隊の3作目のシングルDVD。
特典としてプレミアムイベント参加応募専用ハガキおよびオリジナルトレーディングカード（全3種のうちランダムで1種。シングルCDのカードとは異なる）が封入されている。

### 収録トラック
| #  | タイトル                                    | 作詞 | 作曲・編曲 |
| -- | ------------------------------------------- | ---- | ---------- |
| 1. | 「完璧ぐ〜のね（Music Video）」             |      |            |
| 2. | 「完璧ぐ〜のね（Music Video別バージョン）」 |      |            |